# Zanthoxylum caribaeum
Espèce
Classification phylogénétique
Zanthoxylum caribaeum est une espèce de plantes à fleurs de la famille des Rutaceae. C'est un arbre originaire des Caraïbes, la Mésoamérique et du nord de l'Amérique du Sud.
Aux Antilles françaises, il est connu sous le nom de lépiné blanc ou bois-chandelle blanc.

## Synonymes
- Fagara caribaea (Lam.) Krug & Urb. (1896)[1]
- Zanthoxylum caribaeum subsp. caribaeum[1]
- Zanthoxylum caribaeum subsp. nelsonii (Rose) Reynel[1]
- Zanthoxylum caribaeum subsp. rugosum (A.St.-Hil. & Tul.) Reynel[1]

## Description
Le lépiné blanc est un arbre de taille moyenne, atteignant exceptionnellement 20 m de hauteur, aux tronc et branches très épineux, à l'écorce noirâtre très rugueuse et fendillée.
Les feuilles imparipennées, de 7 à 15 folioles, font jusqu'à 30 cm de long. Les folioles luisantes ont en général une marge crénelée, avec des glandes au fond des crénelures.
Les fleurs verdâtres à jaunâtres sont rassemblées en panicules terminales, courtes et pyramidales. Les fleurs sont 5-mères. La floraison a lieu en mars-juin.
Le fruit est un follicule de 8 mm, s'ouvrant en deux parties contenant chacune une graine très noire et luisante, restant longtemps attachée aux valves.
Toute la plante répand une odeur aromatique pénétrante.

## Écologie
Cet arbre est réparti dans les Caraïbes, la Mésoamérique et le nord de l'Amérique du Sud.
Aux Antilles, il est assez commun en forêt sèche semi-décidue (série xérophile) et dans les zones dégradées de la forêt mésophile.

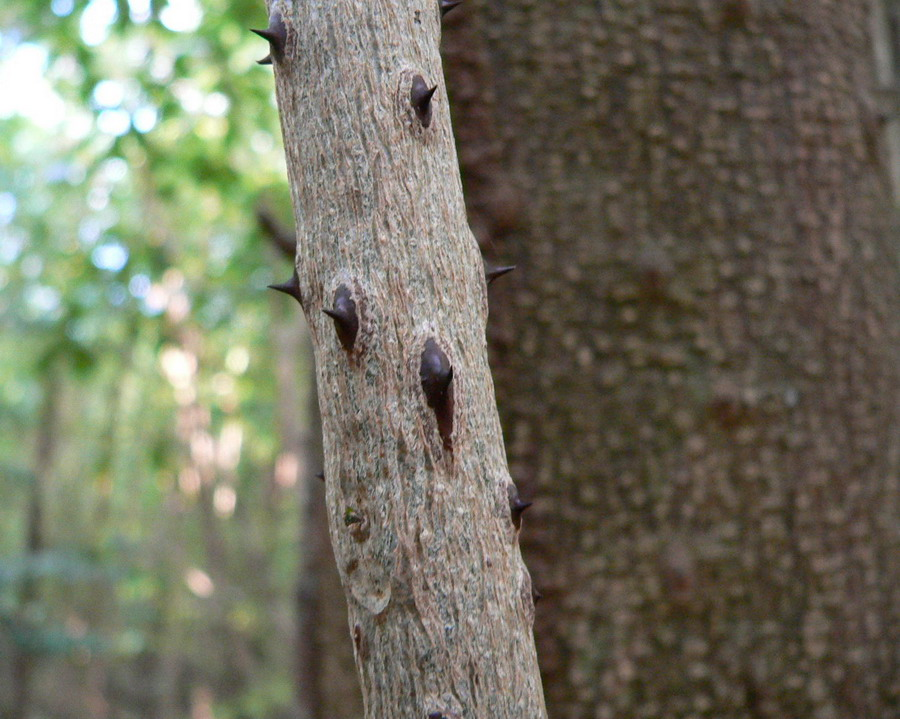
Tronc de lépiné blanc.

Canthinone.

## Composition
L'écorce contient des alcaloïdes : 6-canthinone, 5-methoxy-6-canthinone, laurifine.

## Utilisation
Aux Antilles, le bois est utilisé en menuiserie et pour la fabrication de manche d'outils.
Il servait aussi aux indiens Caraïbes à la fabrication de massues épineuses ou boutou.